# Pensionsversicherungsmathematik
Die Pensionsversicherungsmathematik ist ein Teilgebiet der Personenversicherungsmathematik und beschäftigt sich mit den mathematischen Grundlagen der betrieblichen Altersversorgung, wobei gewisse Überschneidungen zur Lebensversicherungsmathematik bestehen.

## Hintergrund
Je nach Durchführungsweg der betrieblichen Altersversorgung hat der Aktuar der Pensionsversicherungsmathematik unterschiedliche Aufgaben:
- Im Rahmen der unmittelbaren Versorgungszusage (auch Direktzusage genannt) oder Unterstützungskassenzusage liegt die Hauptaufgabe des Versicherungsmathematikers in der jährlich wiederkehrenden Berechnung der Pensionsrückstellungen bzw. Anhangangaben für den Jahresabschluss. Darüber hinaus wird die Versicherungsmathematik benötigt, um beispielsweise Versorgungsbeiträge in Versorgungsleistungen umzurechnen oder zukünftige Versorgungsleistungen unter bestimmten Prämissen vorauszuberechnen.
- Bei der Pensionskasse und dem Pensionsfonds erfordert die Prämienkalkulation und die Berechnung des Deckungskapitals die Anwendung der Versicherungsmathematik. Der Verantwortliche Aktuar ist unter Anwendung der Versicherungsmathematik dafür verantwortlich, dass die gesetzlichen Vorschriften über das Deckungskapital eingehalten werden. Zudem finden hier regelmäßig Risikoprüfungen statt (siehe auch Solvency II).
- Da es sich bei der Direktversicherung um eine klassische Lebensversicherung handelt, spielen hier die Spezifika der Pensionsversicherungsmathematik keine Rolle, vielmehr kommen hier die Methoden der klassischen Lebensversicherungsmathematik zu tragen.

## Rechnungsgrundlagen in der Pensionsversicherung
Die verwendeten Rechnungsgrundlagen unterscheiden sich deutlich von denen der Lebensversicherungsmathematik. Neben den Sterbewahrscheinlichkeiten spielen bei der Pensionsversicherungsmathematik noch
- die Invalidisierungswahrscheinlichkeit,
- die Wahrscheinlichkeit, beim Tod verheiratet zu sein,
- das durchschnittliche Alter des hinterbliebenen Ehegatten

eine Rolle. Die Sterbewahrscheinlichkeiten selber werden differenziert nach
- Aktiven,
- Invaliden,
- Mitgliedern des Gesamtbestandes,
- Altersrentnern.

Alle Wahrscheinlichkeiten werden, wie allgemein in der Personenversicherungsmathematik üblich, nach den Risikomerkmalen Geschlecht und Alter differenziert, wobei im Normal innerhalb der Europäischen Union seit 2012 Unisex-Ausscheideordnungen eingesetzt werden. In Deutschland werden im Bereich der bilanziellen Pensionsrückstellungen insbesondere die steuerlich anerkannten Richttafeln von Klaus Heubeck (aktuell in der Version von 2018) genutzt, in Österreich die Tafeln von Pagler-Pagler. Bei Rentenversicherungsverträgen mit einem spezifischen Träger wie einem Lebensversicherungsunternehmen, einer Pensionskasse oder einem -fonds im Rahmen der steuerlich geförderten betrieblichen Altersvorsorge werden zudem in der Regel die mit Sicherheitsaufschlägen versehenen Ausscheideordnungen der jeweiligen nationalen Aktuarvereinigungen oder selbst ermittelte Sterbetafeln angewendet.